# Sterculia yatesii
Sterculia yatesii är en malvaväxtart som beskrevs av Elmer Drew Merrill. Sterculia yatesii ingår i släktet Sterculia och familjen malvaväxter. Inga underarter finns listade i Catalogue of Life.